# 大阪市立摂陽中学校
大阪市立摂陽中学校（おおさかしりつ せつよう ちゅうがっこう）は、大阪府大阪市平野区にある公立中学校。
1947年に開校した。校名は、学校の位置が旧摂津国の南側（陽）に位置することが由来となっている。

## 沿革
学制改革と同時に、当時の東住吉区（のち東部が平野区として分区）で最初の4中学校のうちの一つ、大阪市立東住吉第一中学校として現在地に開設された。学校敷地は、高等科単独の国民学校だった旧大阪市広野国民学校（大阪市平野高等小学校）の敷地を転用している。
創立当初の校区は、喜連・平野西・南百済・東田辺の4小学校の校区だった。
また分校として、南河内郡国分町に大阪市立長谷川学園中等部を設置している。長谷川学園内の分校は翌1948年、大阪市立長谷川中学校として独立した。
大阪市の方針により、「区名＋番号」の仮称で出発した新制中学校については、1949年度より一斉に、番号での校名をやめて学校所在地の地名などを取り入れた正式校名へと改称することが1949年2月に打ち出された。この際、地名から校名を「平野中学校」にする案も検討されたが、平野にはもう一つ別の中学校（東住吉第二中学校＝現在の大阪市立平野中学校）があったことで、希望が競合した。競合を避けるため、摂陽中学校（当時の仮称は東住吉第一中学校）は平野だけでなく喜連地区も校区にしていたことなどを考慮して、「平野」の名前は現在の平野中学校に譲り、摂陽中学校の名称にした。
その後東住吉第五（現在の中野）、喜連の2中学校を分離した。

### 年表
- 1947年4月1日 - 大阪市立東住吉第一中学校として創立。
- 1949年4月1日 - 大阪市立東住吉第五中学校（直後に大阪市立中野中学校と改称）を分離。
- 1949年5月1日 - 大阪市立摂陽中学校に改称。
- 1972年4月1日 - 大阪市立喜連中学校を分離。
- 1977年4月 - 講堂兼体育館完成。

## 通学区域
- 大阪市立平野南小学校と大阪市立喜連西小学校の通学区域。

## 交通
- 地下鉄谷町線平野駅 西へ約100m。